# Між першою і другою (фільм)
«Між першою і другою» («рос. Между первой и второй») — український комедійний фільм, випущений у 2004 році Продюсерським центром «Аляска».

## Синопсис
1 квітня з вокзалу відправляється поїзд з двома дев'ятими вагонами з пасажирами, які опиняються  через доленосний експеримент в одному з них. Ніхто про це не знає: ні бригадир поїзда, ні провідниця, а лише досвідчений провідник Якич...

## Акторський склад
- Віктор Андрієнко — бригадир поїзду / пацієнт / тато
- Ілля Ноябрьов — провідник / Мархоцький
- Анатолій Дяченко — депутат / Бернардов
- Володимир Ямненко — піаніст / бабуся
- Борис Барський — лікар
- Ірма Вітовська — аспірантка / мама / Рита
- Андрій Богданович — колгоспник / сусід / молодий хлопець
- Юрій Рудченко — сусід / професор Справченко
- Антон Лірник — менеджер / Чуланов
- Гарік Бірча — менеджер / Стасик Мархоцький
- Олеся Жураковська — дружина піаніста
- Павло Костіцин — Лев Миколайович
- Сергій Неловкін — референт / Ліфшиц
- Софія Джунь — медсестра
- Оксана Вороніна — мати нареченої
- Анна Васильєва — провідниця
- Олександр Катунін — водопровідник
- Вадим Мурований — міліціонер
- Герман Архипов — пасажир з гускою
- Євген Паперний
- Валерій Чигляєв

## Знімальна група
- Режисер-постановник: Володимир Мельниченко
- Автор сценарію: Юрій Смірнов, Вадим Мурований, Антон Лірник
- Оператор: Віктор Банніков
- Композитор: Олексій Харченко
- Продюсери: Юрій Смірнов, Олексій Ляхов, Герман Архипов
- Художник: Андрій Зелинський